# Phường 11, Đà Lạt
Phường 11 là một phường thuộc thành phố Đà Lạt, tỉnh Lâm Đồng, Việt Nam.

## Địa lý
Phường 11 nằm ở phía đông thành phố Đà Lạt, có vị trí địa lý:
- Phía đông giáp xã Xuân Thọ
- Phía tây giáp Phường 9 và Phường 10
- Phía nam giáp Phường 10 và xã Xuân Thọ
- Phía bắc giáp Phường 12.

Phường 11 có diện tích 16,55 km², dân số năm 2022 là 13.084 người, mật độ dân số đạt 790 người/km².

## Hành chính
Phường 11 được chia thành 11 tổ dân phố: Đa Phước 1, Đa Phước 2, Huỳnh Tấn Phát, Lâm Văn Thạnh, Sào Nam, Tây Hồ 1, Tây Hồ 2, Trại Mát, Tự Tạo 1, Tự Tạo 2, Tự Tạo 3.

## Lịch sử
Ngày 6 tháng 6 năm 1986, Hội đồng Bộ trưởng ban hành Quyết định số 67-HĐBT về việc thành lập Phường 11 trên cơ sở 22 tổ dân phố với 4.459 nhân khẩu của Phường 6 cũ.